# Candy apple

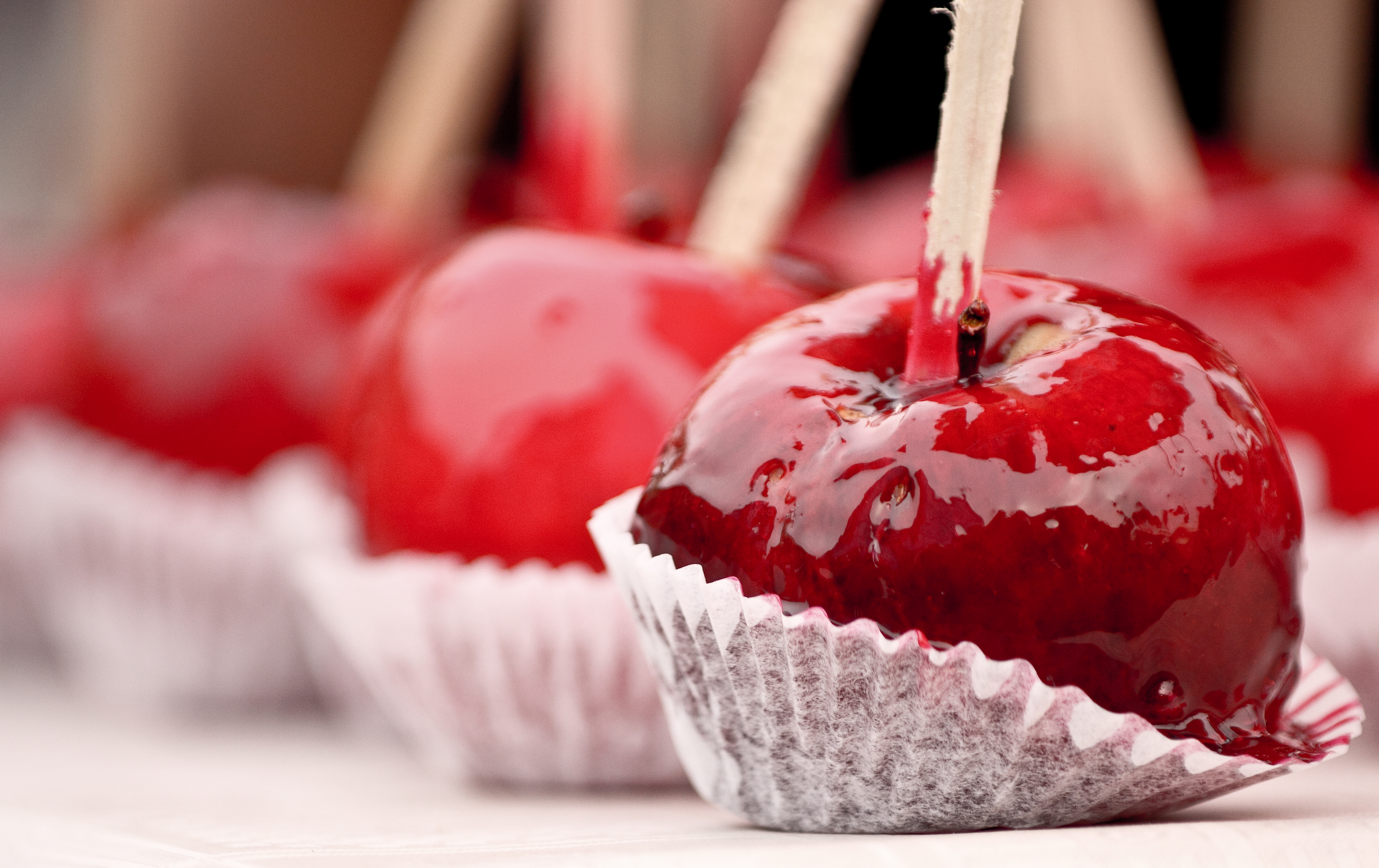
Kilka candy apples

Candy apple – deser przyrządzany na Halloween i jesienne święta w Stanach Zjednoczonych w postaci jabłek na patyku w polewie z toffi lub cukru.
Podstawowe składniki potrzebne do przygotowania candy apples: to jabłka np. Granny Smith, drewniane patyczki, cukier, woda, miód lub golden syrup, ekstrakt z wanilii, cynamon, zmielone goździki, czerwony barwnik.